# Euphoria (2.ª temporada)
A segunda temporada de Euphoria, série de televisão norte-americana de drama adolescente criada por Sam Levinson, estreou no dia 9 de janeiro de 2022 no canal HBO. A temporada havia sido renovada em 11 de julho de 2019 e sua produção estava programada para começar no segundo trimestre de 2020. A pandemia de COVID-19 acabou atrasando a produção que foi retomada em março de 2021, com as filmagens de abril a novembro. A segunda temporada foi filmada em filme Kodak Ektachrome, que o diretor de fotografia Marcell Rév atribuiu ao desejo de invocar "algum tipo de memória do ensino médio".

## Elenco e personagens

### Elenco principal
- Zendaya como Rue Bennett (8 episódios)
- Hunter Schafer como Jules Vaughn (8 episódios)
- Nika King como Leslie Bennett (6 episódios)
- Eric Dane como Cal Jacobs (5 episódios)
- Angus Cloud como Fezco (8 episódios)
- Jacob Elordi como Nate Jacobs (7 episódios)
- Algee Smith como Chris McKay (2 episódios)
- Sydney Sweeney como Cassie Howard (8 episódios)
- Alexa Demie como Maddy Perez (8 episódios)
- Barbie Ferreira como Kat Hernandez (8 episódios)
- Maude Apatow como Lexi Howard (8 episódios)
- Storm Reid como Gia Bennett (5 episódios)
- Austin Abrams como  Ethan Daley (7 episódios)
- Javon "Wanna" Walton como Ashtray (8 episódios)
- Dominic Fike como  Elliot (7 episódios)

### Recorrentes
- Alanna Ubach como Suze (7 episódios)
- Chloe Cherry como Faye (7 episódios)
- Tyler Chase como Custer (6 episódios)
- Yukon Clement como Theo (5 episódios)
- Nick Blood como Gus (4 episódios)
- Minka Kelly como Samantha (4 episódios)
- Paula Marshall como Marsha (4 episódios)
- Colman Domingo como Ali Muhammad (3 episódios)
- Martha Kelly como Laurie (3 episódios)
- Zak Steiner como Aaron (3 episódios)
- Aja Bair como Jade (2 episódios)
- Bernardo Hiller como Rabbi (2 episodes)
- Bruce Wexler como Robert (2 episódios)
- Eden Rose como Hallie (2 episódios)
- Henry Eikenberry como Derek (2 episódios)
- Isabella Amara como Luna (2 episódios)
- Izabella Alvarez como Marta (2 episódios)
- Richie Merritt como Bruce Jr. (2 episódios)
- Siyon Foster como Virgil (2 episódios)

### Convidados
- John Ales como David Vaughn ("Out of Touch")
- Demetrius "Lil Meech" Flenory Jr. como Travis ("Trying to Get to Heaven Before They Close the Door")
- Elias Kacavas como Cal de 18 anos ("Ruminations: Big and Little Bullys")
- Andy Mackenzie como Bowl-Cut ("Trying to Get to Heaven Before They Close the Door")
- Kathrine Narducci como Avó Jovem de Fezco ("Trying to Get to Heaven Before They Close the Door")
- Elle Alexander como Molly ("You Who Cannot See, Think of Those Who Can")
- Jessie Andrews como Ella ("Stand Still Like the Hummingbird")
- Keilani Arellanes como Maddy criança ("Out of Touch")
- Malia Barnhardt como Leslie de 14 anos ("A Thousand Little Trees of Blood")
- Joanne Baron como Judy ("Ruminations: Big and Little Bullys")
- Winter Bassett como Stacey ("You Who Cannot See, Think of Those Who Can")
- James C. Burns como Bud ("Ruminations: Big and Little Bullys")
- Christie Nicole Chaplin como irmã de Cal Jovem ("Ruminations: Big and Little Bullys")
- Daeg N. Faerch como Mitch ("Trying to Get to Heaven Before They Close the Door")
- Bryan Charles Feldman como pai de Ethan ("Ruminations: Big and Little Bullys")
- Marsha Gambles como Sra. Marsha Jacobs ("Ruminations: Big and Little Bullys")
- Meeko Gattuso como Mouse ("Trying to Get to Heaven Before They Close the Door")
- Alumière Glass como Rue de 3 anos ("Stand Still Like the Hummingbird")
- Ricky Guzman como Ricki ("All My Life, My Heart Has Yearned for a Thing I Cannot Name")
- Michael Hilow como Clerk ("You Who Cannot See, Think of Those Who Can")
- Aaron Holliday como Skye ("All My Life, My Heart Has Yearned for a Thing I Cannot Name")
- Mason Shea Joyce como Fezco criança ("Trying to Get to Heaven Before They Close the Door")
- Ash Khan como Dr. Salah ("Trying to Get to Heaven Before They Close the Door")
- Labrinth como Cantor Gospel ("You Who Cannot See, Think of Those Who Can")
- Ashley Lane como Bambi ("All My Life, My Heart Has Yearned for a Thing I Cannot Name")
- Coco Lloyd como Tammy ("You Who Cannot See, Think of Those Who Can")

## Episódios
| N.º na série | N.º na temp. | Título                                                        | Dirigido por | Escrito por  | Personagem em destaque | Exibição original       | Audiência (milhões) |
| --- | ------------ | ------------------------------------------------------------- | ------------ | ------------ | ---------------------- | ----------------------- | ------------------- |
| 11 | 1            | "Trying to Get to Heaven Before They Close the Door"          | Sam Levinson | Sam Levinson | Fezco                  | 9 de janeiro de 2022    | 0.254               |
| Quando criança, Fez foi acolhido por sua avó, que o introduziu no tráfico de drogas. Em uma continuação da cena da final da primeira temporada, Ashtray mata Mouse com um martelo. Na noite de Ano Novo, Rue drogada acompanha Fez e Ashtray a um negócio de drogas particularmente intenso (que acaba sendo bem sucedido) antes de assistir a uma grande festa em casa. Em uma loja de conveniência, a Cassie bêbada encontra Nate, que lhe oferece uma carona para a festa; ao chegar, os dois fazem sexo no banheiro e são quase interrompidos por Maddy, forçando Cassie a se esconder na banheira. Rue toma uma mistura de drogas com um garoto chamado Elliot e quase entra parada cardíaca antes de tomar Adderall para estabilizar seu coração. Lá fora, ela e Jules se reúnem, onde Rue diz a Jules que ela teve uma recaída na noite em que Jules a deixou na estação de trem. Mais tarde, as duas confessam seus sentimentos e se beijam. Fezco tem uma conversa com Lexi e eles trocam números de telefone. Em seguida, ele confronta Nate, espancando-o até que os outros participantes o detenham. O título do episódio é uma referência a canção "Tryin' to Get to Heaven" de Bob Dylan. |              |                                                               |              |              |                        |                         |                     |
| 12 | 2            | "Out of Touch"                                                | Sam Levinson | Sam Levinson | –                      | 16 de janeiro de 2022   | 0.279               |
| Nate se recupera da surra de Fezco no hospital e se recusa a contar ao pai quem o atacou. Ele se sente fortemente atraído por Cassie, que vem passando por um episódio depressivo desde o aborto e se sente desconfortável sem namorado. Cassie continua a ver Nate apesar da culpa que sente por trair Maddy, que ainda está apaixonada por Nate. Jules fica insegura sobre a amizade de Rue com Elliot, sem saber que os dois têm usado drogas juntos com frequência. Kat começa a perder o interesse em Ethan. Cal começa a investigar o ataque de Nate e pressiona Cassie a nomear Fezco como o perpetrador; ele e Fezco têm um confronto tenso na loja de conveniência de Fezco, que Lexi testemunha. Cal então confronta Nate, que revela que está ciente das façanhas sexuais secretas de Cal, incluindo o vídeo dele e de Jules. Cal pergunta se Nate tem a gravação, mas Nate sorri sem responder. O título do episódio é uma referência a canção "Out of Touch" de Hall & Oates de 1984. |              |                                                               |              |              |                        |                         |                     |
| 13 | 3            | "Ruminations: Big and Little Bullys"                          | Sam Levinson | Sam Levinson | Cal Jacobs             | 23 de janeiro de 2022   | 0.264               |
| Quando adolescente, Cal experimentou uma afeição crescente por seu amigo Derek enquanto namorava sua futura esposa Marsha. Eventualmente, Cal revelou seus sentimentos a Derek, que os retribuiu, mas a gravidez inesperada de Marsha obrigou Cal a se casar com ela e manter os detalhes de sua orientação sexual ocultos. Rue desenvolve um plano para manter seu uso de drogas escondido de Jules e Gia enquanto repara o relacionamento de Jules e Elliot, encobrindo seu uso de outras drogas com cannabis. Quando Rue fica sem drogas, ela convence a professora Laurie, que virou fornecedora de drogas, a fornecer a ela um grande estoque, ostensivamente para ela vender. Ali suspeita de Rue, e ela o insulta para cortar laços com ela. Cassie fica obcecada com seu romance secreto com Nate, distanciando-se de amigos e familiares no processo. Lexi canaliza sua frustração com Cassie, Rue e sua própria natureza introvertida na escrita de uma peça, que ela prepara para encenar na escola. Supondo que Fez tem o vídeo, Cal visita sua casa e é espancado e humilhado por Ashtray em admitir suas indiscrições, onde também descobre o relacionamento de Jules e Nate; Fez o deixa sair com a condição de que ele pare de se vingar dele e impeça Nate de antagonizar ainda mais Rue e Jules. Uma sexta-feira à noite, Nate cancela seus planos de ver Cassie para reacender seu relacionamento com Maddy. O título do episódio é uma referência a uma obra de arte de Robert Rauschenberg com o mesmo nome. |              |                                                               |              |              |                        |                         |                     |
| 14 | 4            | "You Who Cannot See, Think of Those Who Can"                  | Sam Levinson | Sam Levinson | –                      | 30 de janeiro de 2022   | 0.318               |
| Jules beija Elliot enquanto Rue reflete sobre seu amor por Jules. Cassie termina seu relacionamento com Nate depois que ele admite que reacendeu seu relacionamento com Maddy. Os Howards organizam uma festa de aniversário para Maddy. Na festa, Kat admite a Maddy que não ama Ethan, e Maddy a aconselha a seguir seus sentimentos. Cassie fica excessivamente bêbada; quando Nate chega inesperadamente e discute seu envolvimento contínuo com Maddy, Cassie se mostra em um maiô revelador e, eventualmente, vomita na frente dos convidados. Rue, Jules e Elliot se divertem em um jogo de Verdade ou Desafio. Depois de escapar por pouco da apreensão por um pequeno roubo, no carro, Rue começa a beber na frente de Jules; as duas têm uma discussão que leva Rue a abandonar o carro, voltando para casa sozinha, levando-a a usar drogas e, logo após, alucinar vendo seu pai em uma igreja. Cal fica bêbado e dirige imprudentemente até o bar onde beijou Derek. Depois de ser expulso, ele volta para casa e critica duramente sua família por sua hostilidade hipócrita, também saindo do armário. Ele rapidamente escolhe deixá-los. Elliot confessa a Jules que Rue não está sóbria e que os dois estão usando drogas juntos. Jules fica arrasada, mas dorme com Elliot de qualquer maneira. O título do episódio é uma referência a uma frase frequentemente reproduzida em folhetos distribuídos por surrealistas franceses. |              |                                                               |              |              |                        |                         |                     |
| 15 | 5            | "Stand Still Like the Hummingbird"                            | Sam Levinson | Sam Levinson | Rue Bennett            | 6 de fevereiro de 2022  | 0.353               |
| Jules diz a Leslie que Rue teve uma recaída, levando-a a destruir o estoque de drogas de Rue. Leslie, Jules e Elliot confrontam Rue, fazendo com que ela tenha um colapso violento durante o qual ela danifica sua casa e com raiva corta os laços com Jules e Elliot. Leslie tenta levá-la para a reabilitação novamente, mas Rue foge de seu carro no trânsito. Enquanto fugia, Rue começa a sofrer os efeitos da abstinência. Ela atravessa a cidade até a casa dos Howard, onde rouba drogas e joias antes que Leslie chegue e encena uma intervenção com a ajuda de Suze, Lexi, Cassie, Maddy e Kat. Encurralada, Rue conta ao grupo sobre o relacionamento de Cassie com Nate, iniciando uma briga entre Maddy e Cassie que permite que Rue escape no caos. Ela pede ajuda a Fezco, mas ele a expulsa depois que ela tenta roubar a medicação de sua avó para aliviar seus sintomas de abstinência. Depois de roubar outra casa e escapar de uma perseguição policial, Rue chega à residência de Laurie. Laurie lhe dá morfina e, embora simpatize com a dor de Rue, insinua que a forçará a se prostituir para pagar suas dívidas. Depois de sonhar com seu pai, Rue escapa e foge. Depois disso, enquanto Leslie está em casa, alguém abre a porta. O título do episódio é uma referência a um livro de mesmo nome escrito por Henry Miller. |              |                                                               |              |              |                        |                         |                     |
| 16 | 6            | "A Thousand Little Trees of Blood"                            | Sam Levinson | Sam Levinson | –                      | 13 de fevereiro de 2022 | 0.283               |
| Alguns dias depois de voltar para casa da Laurie, Rue faz progressos na recuperação de desistências. Ela liga para Ali e pede desculpas pelo que disse a ela, e Ali vem e cozinha o jantar para a família Bennett. Kat tenta terminar com Ethan de uma maneira tola, levando Ethan a decidir oficialmente encerrar seu relacionamento. Maddy pondera o que fazer depois de descobrir a verdade sobre Nate e Cassie conversando com Samantha. Enquanto Cassie e Nate lutam para descobrir seu segredo, eles brigam com suas respectivas mães. Depois de ver o estresse em que Cassie está, Lexi se pergunta como sua peça será recebida enquanto estiver com Fez. Enquanto tira o lixo, Faye vê Custer e descobre que Custer está sendo forçado a trabalhar com os policiais para derrubar Fez e Ashtray pelo assassinato de Mouse. Nate decide que deve resolver o problema com suas próprias mãos para proteger seu futuro e os negócios da família Jacobs, ameaçando Maddy com uma arma para entregar o disco. Nate dá o disco para Jules, e eles revelam um ao outro que nunca estavam mentindo sobre seus sentimentos quando Nate estava pescando com ela no ano passado. Nate entra em contato com Cassie e diz que ela pode ficar com ele enquanto o drama acaba. Leslie descobre que Rue não pode ser aceita em uma clínica de reabilitação para pacientes internados. O título do episódio é uma referência a uma linha do poema de "The Martyrdom of Saint Eulalia" Federico García Lorca. |              |                                                               |              |              |                        |                         |                     |
| 17 | 7            | "The Theater and It's Double"                                 | Sam Levinson | Sam Levinson | Lexi Howard            | 20 de fevereiro de 2022 | 0.350               |
| Lexi faz sua peça na frente de alunos e professores de East Highland. Os colegas de Lexi percebem que a peça é baseada em suas vidas com seus nomes alterados: Grace (Lexi), Hallie (Cassie), Marta (Maddy), Luna (Kat), Jade (Rue) e Jake (Nate). Mais cedo, Lexi é vista conversando com Fezco, pois teme que as pessoas fiquem chateadas com a peça; mais tarde ele promete estar em seu jogo. O episódio atravessa o presente e o passado, enquanto a peça retrata eventos e relacionamentos significativos da vida, contados pelos olhos de Lexi: o velório do pai de Rue e seu declínio nas drogas; Cassie passando pela puberdade; a amizade de Rue e Lexi; o relacionamento de Lexi com seu pai; a amizade de Cassie e Maddy; e o relacionamento de Maddy e Nate. Enquanto isso, Custer chega à casa de Fezco antes da peça começar e Ashtray suspeita de sua presença. Cassie e Nate continuam seu relacionamento apesar de seus sentimentos por Maddy e Jules. A mãe de Rue se concentra em Gia e diz a Rue que ela terminou de cuidar dela. Jules destrói o disco que Nate lhe dá. Maddy, sentindo-se traída, promete deixar East Highland. Fezco não consegue chegar à peça de Lexi. A peça termina com uma versão de "Holding Out for a Hero", representando Jake, interpretado por Ethan, e outros alunos trabalhando de maneira sugestiva. Um Nate irritado deixa a peça mais cedo e termina com Cassie. O título do episódio é uma referência a um livro de mesmo nome do dramaturgo francês Antonin Artaud. |              |                                                               |              |              |                        |                         |                     |
| 18 | 8            | "All My Life, My Heart Has Yearned for a Thing I Cannot Name" | Sam Levinson | Sam Levinson | –                      | 27 de fevereiro de 2022 | 0.625               |
| Custer tenta fazer com que Fezco revele seu papel no assassinato de Mouse antes que Faye o avise para ficar quieto. Percebendo que ele é um informante da polícia, Ash esfaqueia Custer no pescoço para desgosto de Fezco; Fezco sufoca Custer até a morte e submerge seu telefone na água. Anteriormente, Lexi e Fezco discutem seus planos para o futuro; ambos estão felizes por terem se tornado amigos, enquanto Rue visita Elliot para perdoá-lo por delatá-la, pois ela acredita que ele pode ter salvado sua vida e ambos concordam que não são bons um para o outro. No presente, Cassie interrompe a peça para insultar e zombar de Lexi, mas foge quando Maddy a persegue para fora do palco. Apoiada por sua equipe e pelo público, Lexi continua a peça e a dedica a Fezco. A peça termina com o discurso de Rue no velório de seu pai e uma conversa sincera entre Rue e Lexi sobre a vida e a perda; Rue depois agradece a Lexi por mostrar a ela uma versão de sua vida que ela não odiava. Fezco implora a Ash para se render à polícia, permitindo que ele assuma a culpa pelo assassinato de Custer. Em vez disso, o menino se tranca no banheiro com várias armas e se envolve em um tiroteio com a polícia, que mata Ash e prende um Fezco ferido. Nate confronta Cal com uma arma e um pen drive contendo todos os vídeos explícitos de Cal, revelando seu trauma de ver os vídeos em uma idade jovem. Avisado por Nate, a polícia chega para prender Cal. Cassie confidencia a Maddy que Nate terminou com ela antes que ela atacasse no palco. Após a peça, Jules diz a Rue que a ama e sente falta dela. Rue responde beijando-a na testa antes de sair. Ao sair da escola, Rue afirma que conseguiu ficar limpa pelo resto do ano letivo e que está cautelosamente esperançosa com o futuro. O título do episódio é uma referência a uma estrofe de um poema desconhecido, citado por Hunter S. Thompson em seu livro sobre a gangue de motoqueiros Hells Angels. |              |                                                               |              |              |                        |                         |                     |

## Recepção

### Crítica profissional
A segunda temporada recebeu críticas mistas a positivas, com críticos elogiando as performances, mas criticando o ritmo e a caracterização da temporada. No site de agregação de resenhas Rotten Tomatoes, a segunda temporada tem uma pontuação de 73%, com uma classificação média de 7,4/10 com base em 15 resenhas. No Metacritic atribuiu à temporada uma pontuação de 78 em 100 com base em 12 comentários, indicando "críticas geralmente favoráveis". Ben Travers, do Indiewire, criticou o conteúdo sexual, mas elogiou o desempenho de Zendaya afirmando que "Depois de sete dos oito episódios, a 2ª temporada é exatamente o que um drama que procura desencadear uma conversa mais teme: é pulável". Rebecca Nicholson, do The Guardian, deu à segunda temporada duas de cinco estrelas, escrevendo: "esta tão esperada segunda temporada decidiu se apoiar em seus instintos mais cruéis". Patrick Ryan, do USA Today, elogiou as performances de Zendaya, Schafer e Fike, mas escreveu que "os novos episódios são muito menos cativantes quando mudam o foco de Rue e Jules".

### Audiência
A estreia da segunda temporada de 'Euphoria' atraiu 2,4 milhões de espectadores em todas as plataformas da HBO, uma série alta para o drama. Também teve a estreia digital mais forte para qualquer episódio de uma série da HBO desde o lançamento da HBO Max.

## Músicas
O cantor e compositor inglês Labrinth produziu uma trilha sonora de partiduras chamado Euphoria Season 2 Official Score (From the HBO Original Series), lançado pela Columbia Records em 22 de abril de 2022. A temporada também conta com um álbum com músicas selecionadas chamado Euphoria Season 2 (An HBO Original Series Soundtrack) foi lançado em 4 de maio de 2022 também pela Interscope.

### Euphoria Season 2 (An HBO Original Series Soundtrack)
Euphoria Season 2 (An HBO Original Series Soundtrack) foi precedido por sete singles, "Watercolor Eyes" de Lana Del Rey, "How Long" de Tove Lo, "(Pick Me Up) Euphoria" de James Blake com participação de Labrinth, "Sad4Whattt" de EricDoa, "Yeh I Fuckin ' Did it" de Labrinth, "I'm Tired" de Labrinth e Zendaya e "Elliot's Song" de Dominic Fike e Zendaya. Essa trilha sonora conta com os gêneros musicais 
| Lista de faixas |                                |                               |         |  |
| N.º             | Título                         | Artista(s)                    | Duração |  |
| 1.              | "I'm Tired"                    | Labrinth e Zendaya            | 3:07    |  |
| 2.              | "Don't Be Cruel"               | Billy Swan                    | 4:13    |  |
| 3.              | "Dead of Night"                | Orville Peck                  | 3:59    |  |
| 4.              | "Live or Die"                  | Noah Cyrus e Lil Xan          | 3:14    |  |
| 5.              | "Right Down the Line"          | Gerry Rafferty                |         |  |
| 6.              | "Yeh I Fuckin' Did It"         | Labrinth                      | 2:11    |  |
| 7.              | "Never Tear Us Apart"          | INXS                          | 3:06    |  |
| 8.              | "Watercolor Eyes"              | Lana Del Rey                  | 3:31    |  |
| 9.              | "(Pick Me Up) Euphoria"        | James Blake part. de Labrinth | 3:15    |  |
| 10.             | "How Long"                     | Tove Lo                       | 3:19    |  |
| 11.             | "Call Me Irresponsible"        | Bobby Darrin                  | 2:05    |  |
| 12.             | "It Ain't Over 'til It's Over" | Lenny Kravitz                 | 4:02    |  |
| 13.             | "Elliot's Song"                | Dominic Fike e Zendaya        | 2:30    |  |
| 14.             | "Sad4whattt"                   | Ericdoa                       | 1:58    |  |
| 15.             | "U Could Tëll"                 | Yeat                          | 2:28    |  |
| Duração total:  | Duração total:                 | Duração total:                | 47:25   |  |

| Chart (2022)  | Melhor posição |
| ------------- | -------------- |
| UK Soundtrack | 12             |